# 戈洛武里夫
50°11′1″N 30°58′59″E / 50.18361°N 30.98306°E
霍洛武里夫（烏克蘭語：Головурів）是位於烏克蘭北部的村莊，由基辅州鲍里斯皮尔区的沃龍基夫市鎮負責管轄。該村始建於1455年，面積2.49平方公里，海拔高度101米，2001年人口1,446，人口密度每平方公里581.7人。